# Mörby gård

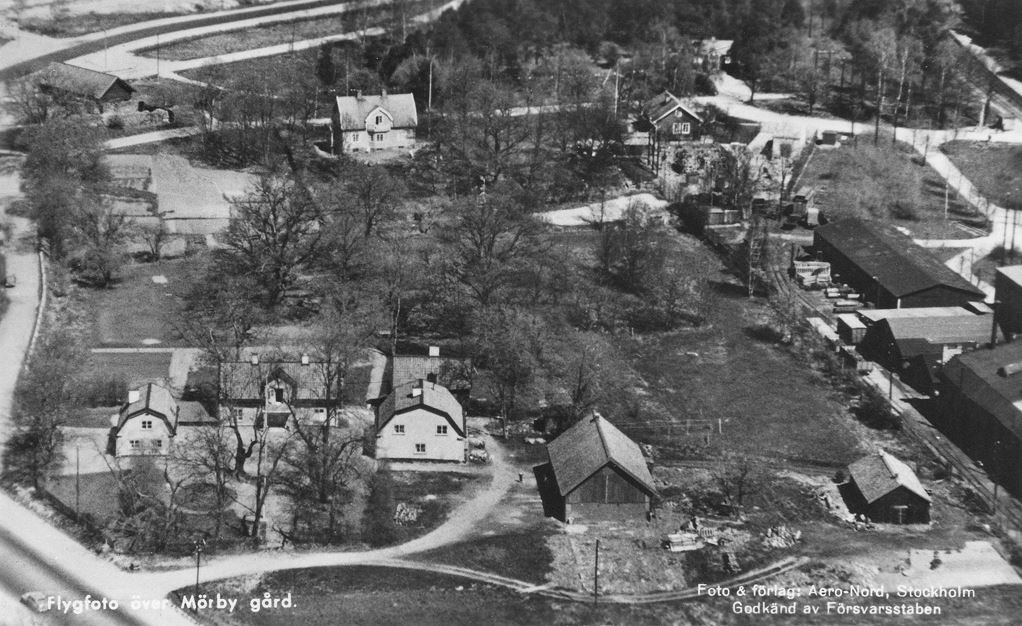
Mörby gård på 1960-talet.

Mörby gård var en 1700-talsgård i Mörby, Danderyds kommun som gav området Mörby sitt namn. Gården, som låg strax öster om Danderyds sjukhus, klassades 1944 som byggnadsminne, upprustades 1951, var sedan 1973 rivningshotad och brann slutligen ner 1976. Mörby gårds föregångare har anor från sena vikingatiden och kan ha legat på samma plats. Dagens Mörbygårdsvägen påminner om den tidigare gården.

## Historik

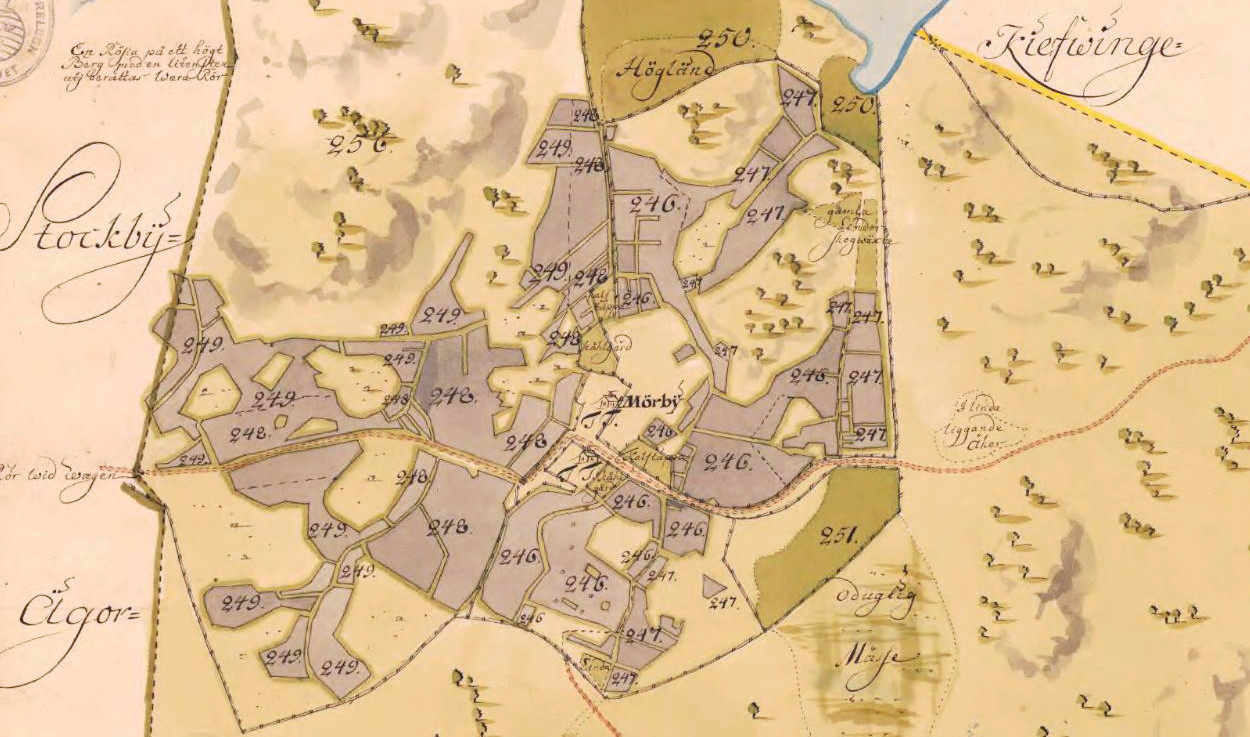
Del av karta över Mörby by från 1709.
(Norr är till höger).

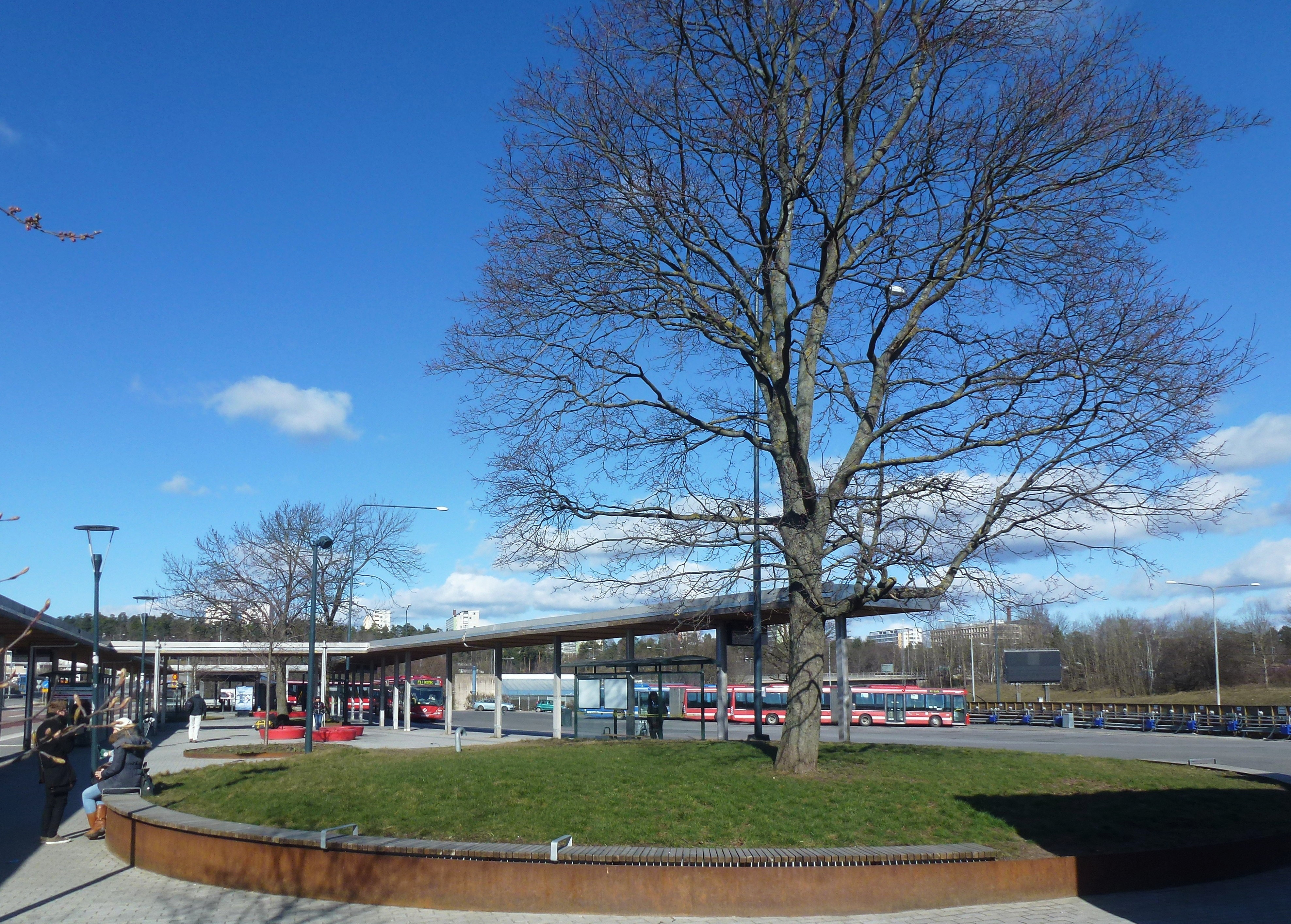
En av Mörby gårds gamla askar, 2014

Den ursprungliga bosättningen från sena järnåldern låg nära en av Östersjöns havsvikar, som genom den postglaciala landhöjningen grundades upp och numera utgör  Edsviken. Möjligtvis var det denna havsvik som gett byn dess namn: ”Myr-byn” .
På 1400-, 1500- och 1600-talen hörde Mörby gård till Djursholmsgodset.
År 1702 blev Mörby ”nytt frälse under Konungsgården Ulricsdahl”, alltså en fri gård (frälse) under Ulriksdals slotts ägor. År 1815 förvandlas Mörby gård till Mörby Kronohemman och ägdes av kronan respektive Domänverket. Första arrendatorn (1815-1820) var underståthållaren Justus Christopher von Lindecreutz (kallad lagman Lind). Han arrenderade även Långängens gård (mellan 1808 och 1850) och fick en väg uppkallad efter sig. Under 1800-talet fanns ytterligare sju arrendatorer.
För bygget av Stockholm–Rimbo Järnväg 1880-1885 såldes en del av Mörby gårds mark och Mörby fick en egen hållplats cirka 200 meter norr om gården. Under 1900-talets första decennium anlades Mörby verkstäder strax öster om gården, varvid ytterligare mark såldes. Mellan 1906 och 1909 var Axel Johnson arrendator. Han grundare bland annat av familjeföretaget Axel Johnson Gruppen. Efter dennes död 1910 övertogs arrendet fram till 1920 av hans änka, Annie Johnson (född Wietling). 
År 1944 klassades Mörby gård som byggnadsminne och 1951 genomfördes en omfattande ombyggnad av gårdens huvudbyggnad och flyglar. År 1952 förvärvade Stockholms läns landsting 8,7 hektar mark av Mörby gård för utvidgningen av  dåvarande Mörby lasarett och under följande åren anlades huvuddelen av de nuvarande sjukhusbyggnaderna för Danderyds sjukhus. 1953 såldes 4,5 hektar land för bygget av Mörbyskolan och Stocksundsskolan och 1961-1962 förvärvades den så kallade "Mörbyskogen" av Danderyds köping för höghusbebyggelse.
År 1973 såldes gården till Statens vägverk, som ville riva den och använda marken för utbyggnaden av Norrtäljevägen. Rivningsbeslutet vållade en lång opinionsstrid om gårdens bevarande. Den 23 september 1976, tre veckor innan gårdens öde skulle avgöras, brann den ner. Innan dess bestod anläggningen av mangårdsbyggnad och två flyglar från 1700-talet öster om Norrtäljevägen, samt en magasinsbyggnad väster om landsvägen. Magasinet flyttades till Berga gård. Idag är från gården endast några höga askar kvar, som står mitt i bussterminalen framför Danderyds sjukhus.